# آراء فريدريك نيتشه عن المرأة
أثارت آراء فريدريك نيتشه عن المرأة كثيرًا من الجدل الذي بدأ في حياة ذلك المفكر ولا يزال قائمًا حتى يومنا هذا.

## المواقف العامة والخاصة
ذكرت إيدا فون مياسكوفسكي في مذكراتها التي نشرتها بعد وفاة نيتشه بسبعة أعوام:
في الثمانينيات، عندما نُشِرت كتابات نيتشه الأخيرة، التي تحتوي على بعض الكلمات اللاذعة ضد المرأة والتي تُقتبَس عنه كثيرًا، أخذ زوجي يمازحني بين الحين والآخر قائلاً لي إنه ينبغي علي عدم إخبار الناس بعلاقة الصداقة التي جمعتني بنيتشه، لأنه في الحقيقة لا يشيد بي كثيرًا. لم يقصد زوجي من ذلك سوى المزاح. فقد كانت لديه - مثلي بالضبط - ذكريات جيدة عن نيتشه [...] اتسم سلوك نيتشه تجاه المرأة بالحساسية الشديدة، والتلقائية، والود، حتى أنه لا يمكنني الآن، وقد وصلت إلى هذه السن الكبيرة، أن أعتبر نيتشه كارهًا للمرأة.

## تعليقات سلبية في كتاباته
احتوت كتابات نيتشه عادةً على تعليقات يراها البعض انعكاسًا لكرهه للمرأة. وفيما يلي بعض من أبرز الأمثلة على ذلك:
- إن حب المرأة ينطوي على تعسف وعمى البصيرة عن كل ما لا تحبه... المرأة كائن غير قادر على الصداقة: فهي لا تزال كالقطط، أو الطيور، أو الأبقار على أفضل الأحوال... (كتاب «هكذا تكلم زرادشت» - باب «الصديق»)
  - (تحدث نيتشه على النحو نفسه عن الحب، بوجه عام، في كتابه «العلم المرح».)
- وأخيرًا: المرأة! نصف البشرية الضعيف، المضطرب، المُتقلِّب، المتلوّن... إنها بحاجة إلى ديانة للضعف تقدس الضعفاء، والمحبين، والمتواضعين: أو لعلها تحول القوي إلى ضعيف—وتنتصر عندما تنجح في التغلب على القوي... لقد تآمرت المرأة دومًا مع كافة صور الانحلال ضد الرجال «الأقوياء» -- (كتاب «إرادة القوة» - 864)

## التأثر المحتمل بأرسطو
عقد دارسو فلسفة أرسطو مقارنات بين آراء نيتشه وأرسطو عن المرأة. ورأوا أن نيتشه ربما يكون قد اقتبس قدرًا كبيرًا من فلسفته السياسية من أرسطو.

## آثار تناول نيتشه لعلم الإنسان
يرى بعض الفلاسفة أنه لا يمكن فهم فلسفة نيتشه وتحليلها دون تناول ملاحظاته عن المرأة. ويذهب هؤلاء الفلاسفة إلى أن عمل نيتشه قد أفاد كثيرًا في ظهور النظرية النسائية، لكنهم توصلوا في النهاية إلى نتيجة مفادها أنه «في الوقت الذي تحدى فيه نيتشه النظام الهرمي بين العقل والجسم؛ والمنطق واللاعقلانية؛ والطبيعة والثقافة؛ والحقيقة والخيال - وهي النظم التي اُستخدِمت للتقليل من شأن المرأة وإقصائها - فإن تعلقياته المتكررة في كتاباته عن المرأة، واستخدامه الاستعارات عن المرأة والأم، دحضت محاولات اعتباره مناصرًا للمرأة أو الحركة النسائية.»

## علاقته بسالومي
ذكرت لو أندرياس سالومي - التي كانت على معرفة وثيقة بنيتشه، وادعت أنه قد تقدم لخطبتها (ورفضته) - أنه كان ثمة شيء مناصر للمرأة في «الطبيعة الروحية» لنيتشه، وأنه كان يرى من العبقرية أن يكون المرء عبقريًا في مناصرة المرأة.

## الكره الواضح للمرأة كإستراتيجية بلاغية
فسَّر فرانسيس نيسبيت أوبيل موقف نيتشه تجاه المرأة بأنه جزء من إستراتيجية بلاغية كان يتبعها.
...إن كره نيتشه الظاهري للمرأة جزء من الإستراتيجية العامة التي كان يتبعها ليوضح أن مواقفنا تجاه النوع الجنسي ثقافية تمامًا، ولها عادةً أثر مدمر على إمكاناتنا كأفراد وكنوع بشري، ويمكن أيضًا أن تتغير. وما قد يبدو لنا كرهًا للمرأة يمكن فهمه كجزء من إستراتيجية أكبر تهدف لإثبات أن «المرأة كما نعرفها» (المفهوم العام للمرأة بصفاتها المتأصلة الأبدية) هي نتاج رغبات الرجل، أي مفهوم مصطنع.

## عدم دعم كره المرأة كنموذج يتبعه الآخرون
أبدى آخرون قدرًا أقل من التسامح فيما يتعلق بآراء نيتشه تجاه المرأة. لكن البعض رأى أن نيتشه قد عبّر عن آرائه من وجه نظر نسبية، ورغم أيضًا عدم تقبلهم لهذه الآراء، فقد أشاروا إلى أنه بالرغم من مدى سوء رأي نيتشه الشخصي في المرأة، فإنه لم يكن يدعم هذا الرأي كنموذج يتبعه الآخرون. "على الأقل، نيتشه، شأنه شأن شبونهاور الذي يُعَد من أبرز كارهي المرأة، أضفى شيئًا من النسبية على تصريحاته العنيفة تجاه طبيعة المرأة. وتُقتبَس بعض كلمات نيتشه في هذا الشأن للتأكيد على هذه الفكرة:
“كلما ظهرت مسألة مهمة، يكون المتحدث الذي لا يغير موقفه هو "أنا". على سبيل المثال، فيما يتعلق بقضية الرجل والمرأة، لا يمكن للمفكر أن يتعلم مجددًا، وإنما كل ما يمكنه فعله هو إنهاء ما تعلمه، واكتشاف كيف "رسخت أفكاره داخله". وفي بعض الأحيان، نجد حلولاً للمشكلات تقوي الإيمان داخلنا؛ ويصفها الآخرون بأنها معتقداتهم هم أيضًا. وبعد ذلك، نكتشف أن هذه الأفكار ليست سوى خطوات نخطوها نحو معرفتنا بذواتنا، وعلامات تدلنا على المشكلات التي نعاني منها، أو بالأصح الغباء الذي نعاني منه، أو مصيرنا الروحاني، أو ما يستعصى على "أرواحنا" تعلمه. 

الآن، وبعد كل هذه الكياسة في الحديث، أظن أنه من حقي التعبير عن بعض الحقائق بشأن "طبيعة المرأة"، مع افتراض أنه قد صار معلومًا الآن أن هذه الحقائق هي في، نهاية الأمر، الحقائق الخاصة بي وحدي. (كتاب "ما وراء الخير والشر"، 7، 231)

## البنى والتعمقات النفسية
نظرت كاتبة أخرى لحديث نيتشه المقتبس فيما سبق من وجهة نظر مختلفة. فقالت "[]بالرغم من أن نيتشه يعفي المعلقين على أعماله من عناء التفسير، لا تزال المشكلة قائمة. ويرجع ذلك، على وجه التحديد، إلى طبيعة ما يسميه نيتشه "الحقائق الخاصة به وحده". لكن بدلاً من التركيز على كرهه للمرأة، الذي يشتهر به، كان رأيها كما يلي::
ثمة أمور أخرى كثيرة [...] لا بد من أخذها في الاعتبار كعوامل مؤثرة على كل كتابات نيتشه عن المرأة. فبدلاً من البنى والتعمقات النفسية فحسب، والتعبير البسيط عن كرهه للمرأة، يعكس تعبير نيتشه الفلسفي عن طبيعة المرأة إمكانات تأكيد الوهم أو إنكاره، ويكرر ذلك. ويتمثل الوهم هنا في فهم نيتشه لفكرة "الحقيقة". فتمكن نيتشه من استغلال كرهه للمرأة، متبعًا تصويرات أفلاطون في هذا الشأن.

## المرأة مصدر كل الجنون واللاعقلانية
تتناول العديد من المؤلفات التأكيد على المعنى الحرفي لكلمات نيتشه، وما لاقته من ردود أفعال انفعالية، مثل رد فعل راسل. فيشير كلٌ من ليونارد لاولر وزينب ديريك إلى أن «ما يقوله نيتشه - ويكرره على نحو هيستيري - هو أن المرأة مصدر كل الجنون واللاعقلانية، وهي الكائن المزعج الذي يشتت انتباه الرجل الفيلسوف عن مهمته في السعي وراء الحقيقة». وأخيرًا، نظرًا للجدل المتعلق بآراء نيتشه حول المرأة، ينبغي ترك ما يقصده هذا الفيلسوف بالضبط، لتقدير كل قارئ يقرأ أعماله.